# Системи оцінювання знань
Оцінювання в освіті — це процес застосування стандартизованих вимірювань для різних рівнів досягнень у курсі. Оцінки можуть бути присвоєні літерами (зазвичай від A до F), діапазоном (наприклад, від 1 до 6), відсотками або числом із можливої загальної кількості (часто зі 100).
У деяких країнах оцінки усереднюються, щоб створити середній бал (GPA). GPA розраховується з використанням кількості балів, які студент отримує за певний період часу. Середні оцінки балів часто розраховуються для студентів середніх шкіл, студентів і аспірантів і можуть використовуватися потенційними роботодавцями або навчальними закладами для оцінки та порівняння кандидатів. Сукупний середній бал (CGPA), який іноді називають просто GPA, є показником успішності для всіх курсів студента.

## Історія
Історик Єльського університету Джордж Вілсон Пірсон пише: "Згідно з традицією, перші оцінки в Єльському університеті (і, можливо, перші в країні) були виставлені в 1785 році, коли президент Езра Стайлз після іспиту 58 старшокласників записав у своєму щоденнику, що було "Двадцять Optimi, шістнадцять секунд Optimi, дванадцять Inferiores (Boni), десять Pejores ". Пізніше Єль перетворив ці прикметники на числа за 4-бальною шкалою, і деякі історики кажуть, що це походження стандартної сучасної американської шкали GPA.
Боб Марлін стверджує, що концепція кількісного оцінювання роботи студентів була розроблена викладачем на ім'я Вільям Фаріш і вперше реалізована Кембриджським університетом у 1792 році Це твердження було піддано сумніву Крістофером Стреєм, який вважає докази Фаріша як винахідника числового знака непереконливими. Стаття Стрея також пояснює складний зв'язок між способом іспиту (усним чи письмовим) і різними філософіями освіти, які ці способи мають на увазі як для вчителя, так і для студента. Як технологія, оцінювання формує та відображає багато фундаментальних сфер теорії та практики освіти.
Система AD/F була вперше прийнята коледжем Маунт Холіок у 1897 році

## Критика
Критикують, що оцінки є лише короткостроковими знімками того, скільки студент навчився за певний період часу, які лише частково відображають фактичну успішність і не враховують належним чином індивідуальний розвиток студентів. Подібним чином погані оцінки протягом тривалого періоду часу створять у учнів враження, що вони навчаться дуже мало або взагалі нічого, що ставить під загрозу вроджену внутрішню мотивацію кожної дитини до навчання. Діти, які вже втратили бажання вчитися і вчаться лише заради своїх оцінок, не мають причин продовжувати навчання після того, як вони досягли найкращої оцінки. Крім того, погані оцінки є деструктивним зворотним зв'язком для студентів, оскільки вони не надають ніякої конструктивної допомоги, а лише абсолютні ключові цифри. Також критикують те, що спосіб мислення, який часто можна простежити до системи оцінювання, згідно з яким погані оцінки призводять до поганих майбутніх перспектив, призводить до збентеження, тиску, стресу та депресії серед батьків і дітей.
Критикують, що студенти часто не вчаться для свого майбутнього життя чи через інтерес до матеріалу, а лише заради оцінок і пов'язаного з ними статусу, що сприяє булімічному навчанню .
Німецький філософ і публіцист Ріхард Давид Прехт у своїй книзі Anna, die Schule und der liebe Gott: Der Verrat des Bildungssystems an unseren Kindern критикує систему шкільних оцінок. Він вважає, що числа від 1 до 6 не відповідають особистості дітей. На його думку, оцінки не є ані значущими, ані диференційованими, а тому не корисними. Наприклад, на запитання, чи став учень більш мотивованим, цікавився темою, навчився краще справлятися з невдачами та чи розвинув він нові ідеї, неможливо відповісти оцінками. Натомість Прехт пропонує диференційоване письмове оцінювання шляху навчання та розвитку учнів. На його думку, система оцінювання походить з психолого-педагогічно неінформованої епохи і не належить ХХІ століттю.
Німецький інноватор у сфері освіти Маргрет Расфельд критикує систему оцінок як некорисну та, на її думку, конкурентне мислення в школах, що зумовлюється цим, і каже: «Школа існує, щоб організовувати успіх, а не документувати невдачі».
Німецький нейробіолог Джеральд Гютер критикує оцінки за те, що вони гарантують, що студенти не можуть спеціалізуватися на будь-якій темі, до якої вони захоплені та мають талант, оскільки інакше їхні оцінки в інших сферах погіршаться. Він також вважає, що «наше суспільство не розвиватиметься далі… якщо ми змушуватимемо всіх дітей відповідати однаковим стандартам оцінювання».
Оцінювання також може відображати упередженість інструктора, тим самим посилюючи систематичне упередження.

## Системи оцінювання за країнами
Більшість країн мають власну систему оцінювання, і різні установи в одній країні також можуть відрізнятися за своїми системами оцінювання. Проте нещодавно з'явилося кілька міжнародних стандартів для оцінювання, наприклад Європейський бакалавр .

### Африка

#### Кенія
Кенійська система оцінювання залежить від рівня навчального закладу. Система оцінювання середніх шкіл варіюється від оцінок A до E, причому порогові значення змінюються щороку залежно від інтенсивності іспиту. Інститути та коледжі присуджують результати іспитів залежно від системи оцінювання KNEC у 4 класах (Відзнака, Залік, Зараховано, Не зараховано) із 7 оцінками від 1 до 7. Система оцінювання університетів присуджує ступені за класом (А — Перший клас, Б — Другий клас, С -Вищий дивізіон, Д — другий клас — нижній дивізіон і Є — перехідний клас).

#### Нігерія
Вибір системи оцінювання в нігерійських школах залежить від закладу, а іноді й від факультету закладу. Крім того, шкали оцінок в закладах університетського рівня часто змінювалися. Шкали оцінювання можуть бути від 1 до 8, від 1 до 4 або від А до G, де А — за шкалою 4,0 або 5,0. Зараз найпоширенішою є шкала від 1 до 7, де 9 є найвищою отриманою оцінкою. Крім того, ступені присуджуються в класі залежно від отриманих оцінок. Ступені можуть бути присуджені за першим класом, другим класом (вищий клас), другим класом (нижній клас), третьим класом і класом проходження. Шкали оцінок для атестатів про середню освіту є стандартними.

#### Південна Африка
У Південній Африці деякі університети наслідують модель, засновану на британській системі. Так, в Університеті Кейптауна та Університеті Південної Африки (UNISA) відсотки відкалібровані таким чином: у перший клас дають 75 % і вище, у другий (перший дивізіон) — 70–74 %, другий (другий відділ) — 60–69 %, третій — 50–59 %. Будь-який показник нижче 40 % є невдалим. В Університеті Вітватерсранд оцінка A становить 75 % і вище. Щоб потрапити до коледжу/університету, важливо скласти іспит на атестат зрілості, відомий як NBT.

#### Танзанія
Надані оцінки використовуються в системі середньої освіти на рівні A в Танзанії; студенти можуть бути зараховані до університету чи коледжу після отримання оцінок від рівня A до D за 2 з 3 основних предметів, з оцінкою S як мінімальною кваліфікацією. Зазвичай вивчаються три основні предмети з доступними додатковими заняттями; однак виставлення оцінок в університетах є незалежним процесом, оцінки в різних університетах відрізняються.

### Азія
У різних країнах Азії існують різні шкали оцінювання. Описано шкали оцінок для деяких країн Азії.

#### Афганістан
В Афганістані найвищий бал у школах — 100, мінімальний прохідний бал — 40, найвищий бал в університетах — 100, а мінімальний прохідний бал — 55 (до 2016 року було 50). Поріг хорошої оцінки залежить від школи та оцінки навчання, але в більшості випадків добрим вважається 75 або вище.

#### Індія
Індійські університети дотримуються відсоткової системи, а Індійські технологічні інститути, Національні технологічні інститути, Індійські інститути інформаційних технологій, Індійські інститути інженерних наук і технологій та інші централізовано фінансовані технічні інститути країни дотримуються 10-бальної системи GPA. Відсоткова система визначається максимальною оцінкою 100 балів, мінімальною оцінкою 0 балів і прохідним балом від 30 до 40 балів, залежно від університету; нижчі відсотки можуть вважатися прохідними оцінками в кількох університетах.
Міжнародна система перерахунку оцінок, розроблена Всесвітньою освітньою службою, для відсотків, отриманих в індійських університетах, дозволяє знайти відповідну оцінку в США або відповідний середній бал для кожної оцінки, наданої в індійському університеті; система перетворення функціонує наступним чином із наданням еквівалентної класифікації або поділу.

#### Іран
Іранська система оцінювання подібна до французької та інших французьких систем оцінювання, таких як Бельгія, Ліван, Венесуела та Перу в середніх школах та університетах. Оскільки Міністерство освіти Ірану не надає вказівки щодо оцінювання, перетворення на міжнародні шкали здійснюється за допомогою вказівок щодо перетворення, наданих для систем оцінювання за французьким зразком. У певних випадках оцінки конвертуються відповідно до політики оцінювання установ призначення. Прохідний бал — 10, і зазвичай оцінка більше 14 з 20 вважається відмінною. Наступна таблиця найчастіше використовується світовими інститутами та університетами для переходу з іранської системи оцінювання:

#### Ізраїль
В Ізраїлі школи мають оцінки від 1 до 100, починаючи з 4 класу. У приватних школах алфавітна система оцінювання зазвичай використовується до середньої освіти. В університетах можна знайти як числову, так і алфавітну систему оцінок відповідно до системи кожного університету.

#### Японія
У Японії після реорганізації національних університетів у 2004 році Міністерство освіти, спорту та культури заохочує як державні, так і приватні університети прийняти систему GPA. Інші вищі навчальні заклади ставлять оцінки за шкалою від 0 до 100 або кілька університетів застосовують літерні оцінки. Хоча роками діапазон оцінок «А» становив від 80 до 100 балів, деякі школи (наприклад, в Університеті Куруме) почали давати діапазону від 90 до 100 балів спеціальну оцінку, яка вказує на відмінність. Незадовільна оцінка зазвичай називається «E», хоча деякі навчальні заклади використовують «F».

#### Казахстан
Відповідно до стандартизованої кредитної системи, прийнятої в Республіці Казахстан, вимірювання різних рівнів розуміння у сфері вищої освіти в Республіці Казахстан такі:
| Листи | Діапазон | Відсоток | Дескриптори  |
| ----- | -------- | -------- | ------------ |
| А     | 4.0      | 95–100   | Чудово       |
| A−    | 3.67     | 90–94    | Чудово       |
| B+    | 3.33     | 85–89    | Добре        |
| Б     | 3.0      | 80–84    | Добре        |
| B−    | 2.67     | 75–79    | Добре        |
| C+    | 2.33     | 70–74    | Задовільно   |
| C     | 2.0      | 65–69    | Задовільно   |
| C−    | 1.67     | 60–64    | Задовільно   |
| D+    | 1.33     | 55–59    | Задовільно   |
| Д     | 1.0      | 50–54    | Задовільно   |
| Ф     | 0        | 0–49     | Незадовільно |

#### Кувейт
У Кувейті використовується чотирибальна система оцінювання та відсотки від 0 до 100 %, де 100 % — досконалість.

#### Киргизстан
У Киргизстані використовується п'ятибальна система оцінювання, де 5 — максимальний бал.

#### Ліван
Школи Лівану дотримуються або французької системи оцінювання, або американської системи оцінювання. У більшості шкіл використовується шкала від 0 до 20, де прохідний бал становить 10 із 20 (мінімальний прохідний бал може становити лише 7). Це залежить від програми, яку пропонує школа: Французький/ліванський бакалаврат використовують шкалу 0–20 за деякими винятками (деякі школи пропонують ліванський бакалавр, але замість шкали 0–20 використовується 100-бальна шкала). Школи IB використовують 100-бальну шкалу.
У типовій школі, яка пропонує ліванський бакалаврат, отримати високі оцінки дуже важко, оскільки вчителі не використовують повну шкалу. Наприклад, найвищий бал, який можна отримати за написання есе в деяких школах, становить 14 із 20 (у середньому клас 9 або 10). Кожен предмет має вагу і, таким чином, по-різному впливає на загальний бал.

#### Малайзія
Малайзія має власну систему оцінювання освіти. У різних закладах освіти використовується різна схема оцінювання. Системи оцінювання, яка практикується в університетах має діапазон від 35 % до 85 %, де 85 % — винятковий рівень.
У середній школі відсоткова система працює таким чином: максимальна можлива кількість балів — 100, мінімальна — 0, а мінімальна кількість балів, необхідна для проходження — 35. Оцінки 91–100 % вважаються відмінними, 75–90 % вважаються дуже хорошими. 55–64 % вважали добре, 45–55 % вважали задовільним, 41–44 % вважали успішним і 0–40 % вважали невдалим. Відсоток вище 65 % вказує на високий інтелектуальний рівень. Деякі університети дотримуються середньозваженої моделі для розрахунку відсотка: 1-й і 2-й семестри — 40 % сукупних оцінок, 3-й і 4-й семестри — 60 % сукупних оцінок, 5-й і 6-й семестри — 80 % сукупних оцінок, 7-й і 8-й семестри Семестр — 100 % суми балів.

#### Саудівська Аравія
Оцінювання у більшості коледжів, університетів і шкіл у Саудівській Аравії дуже схоже на оцінювання у США (від 0 до 100 %)

#### Сінгапур
Академічне оцінювання у Сінгапурі трішки різниться в залежності від рівня шкіл. Так в початковій школі (1-6 класи) <50 — нижчий рівень, а 100 % = вищий. В середній школі(7-10 класи) та в коледжі (11-12 класи) нижчий рівень починається з 40 %. Оцінки за вищу освіту від 0,0 до 4,0 (включно).

#### Таїланд
Більшість бакалаврату в Таїланді використовують наступну 8-бальну систему оцінювання та відсотки від 0 до 100. Для навчання в магістратурі та аспірантурі університети іноді використовують 10-бальну систему оцінювання.

#### Туреччина
У Туреччині екзаменаційні оцінки в середній школі від 0 до 100. Але підсумкові оцінки від 1 до 5. У бакалаврській освіті правила, як правило, відповідають системі оцінок США, яка залежить від правил університету.

#### Об'єднані Арабські Емірати
Початкова освіта в державних школах безкоштовна. Оцінюванням керує Міністерство освіти. Однак є також багато шкіл, якими керують іноземці, які однаково успішно працюють із власною системою оцінювання або прийнятою системою оцінювання країни, до якої ці школи належать або мають спільні стандарти. У більшості університетів і коледжів система оцінювання в Об'єднаних Арабських Еміратах дуже схожа на систему Сполучених Штатів.

#### В'єтнам
Шкала оцінок у В'єтнамі становить від 10 до 1, де 10 є найвищим. У в'єтнамських університетах десять чи дев'ять майже неможливо. Остаточні результати студентів рідко перевищують 8,0.

#### Південна Корея
Академічна оцінка в Південній Кореї залежить від типу школи, в якій вона бере участь. В університеті оцінка базується на літерних оцінках, подібних до американських шкіл . Літерні оцінки можуть складатися з різними пронумерованими середніми значеннями від 0,0 до 4,5. Літерна система також застосовується до середньої школи .

### Центральна Америка

#### Панама
Система оцінювання в Панамі відрізняється від університетської та шкільної.
Університети використовують шкалу оцінок від 0 до 100 балів, подібну до оцінювання в США. Для проходження потрібно 71, або приблизно еквівалент C. Школи використовують систему 1–5 балів, тобто якщо учень має 4,5, це еквівалент A− або приблизно 95 балів.
Коли йдеться про середній бал (GPA), Панама використовує шкалу 0–3 балів для визначення середнього балу студента. Наприклад, якщо студент має середній бал 2,5, це приблизно те саме, що студент із США має 3,0–3,5.

### Північна Америка

#### Канада
В Канаді академічна оцінка залежить від провінції, рівня освіти (наприклад, початкова, середня, вища), закладу та факультету. Нижче наведено типові перетворення відсоткових оцінок до літерних оцінок, однак це не обов'язково має сенс, оскільки також не існує єдиної схеми для призначення відсоткових оцінок.

#### Сполучені Штати
Академічна оцінка в Сполучених Штатах зазвичай має форму п'яти, шести або семи літерних оцінок . Традиційно оцінки A+, A, A−, B+, B, B−, C+, C, C−, D+, D, D− і F, причому A+ є найвищим, а F — найнижчим. У деяких випадках оцінки також можуть бути цифровими. Перетворення числових і літерних оцінок зазвичай відрізняються від системи до системи, а також від дисципліни та статусу.

### Європа

#### Албанія
В Албанії використовуються оцінки від 4 до 10, причому в деяких школах допускаються десяткові дроби (до сотої цифри), а в інших — лише цілі числа.
Більшість університетів оцінюють заняття двома проміжними іспитами та випускним. Підсумковий іспит охоплює всю програму курсу, тоді як проміжні іспити зазвичай розглядають половину. У деяких школах, якщо середня оцінка двох проміжних іспитів дорівнює або перевищує 7,00, учень може успішно скласти клас без складання підсумкового іспиту (оскільки є лише два іспити, деякі вчителі також задають студентам, які середній бал 6,50; інші приймають рішення на основі результатів учня на уроці). Середнє значення менше 4,00 означає невдачу; студенти, які набрали такий середній бал, не допускаються до випускного іспиту.
У старших школах рік ділиться на три триместри, а заняття зазвичай тривають рік. Студентам потрібен середній бал 6,00 або вище за всі три триместри іспитів, щоб уникнути необхідності складати випускний, щоб скласти клас. У разі, якщо студент набрав у третьому триместрі менше 6,00, він або вона мали б складати випускний іспит, незалежно від середнього. Це вважається суперечливим, оскільки останній триместровий іспит не важливіший за перші два, але це правило забороняє студентам, які вже досягли мінімального середнього (наприклад, два 10,00 у перших двох дають студенту найнижчий можливий середній показник 6,33) не докладаючи зусиль протягом останніх трьох місяців року. Навчання в університеті зазвичай триває 3–5 років.

#### Австрія
В Австрії використовуються оцінки від 1 до 5, де 1 — це 90–100 (дуже добре), а 5 — 0–50 (не достатньо). Формалізована загальна оцінка в Австрії — «зараховано з відзнакою», яка дається за відмінну успішність (середня оцінка 1,5 і вище, жодна оцінка нижче 3) і «зараховано» (оцінка нижче 4).
Загалом, в австрійській освітній системі сукупний середній бал не існує, і тому він мало актуальний на місцевому ринку праці.

#### Вірменія
У Вірменії 10-бальна шкала оцінок така: 10-9 (відмінно), 7-8.99 (добре), 5-6.99 (задовільно), <5 (погано)
Щоб перевести у відсотки (за 10-бальною шкалою) оцінку помножують на 10.

#### Бельгія
У бельгійських університетах шкала від 0 до 20 використовується для кожного предмета; потім обчислюється середньозважена оцінка за шкалою від 0 до 20, де 10 є прохідним балом за предмет. Загальне середнє значення приблизно 14 (70 %) дає оцінку з відзнакою (cum laude), близько 16 (80 %) означає високу відзнаку (magna cum laude), а в середньому приблизно 18 (90 %) дає найвищу відзнаку (summa/ максимум з відзнакою). Точні бали для кожного класу відрізняються в різних університетах.
Бельгійські середні школи використовують шкалу від 0 до 100 або навіть вище для іспитів (50 зазвичай є прохідним балом). Деякі школи також ставлять оцінки за шкалою відсотків (від 0 до 100), а інші використовують шкалу від 0 до 10. Ці загальні бали є середньозваженими іспитами та тестами. У бельгійських середніх школах навчаються 6 років. У перші три роки студенти повинні складати іспити кожного семестру. Оцінки зазвичай дають у відсотках. У кінці навчального року виставляється загальний середній бал.
Університетські коледжі (ще одна форма вищої освіти, не порівнянна з американськими коледжами) використовують ту саму шкалу від 0 до 20, що й бельгійські університети, хоча домашнє завдання та присутність іноді можуть впливати на 50 % або більше з цих 20 балів (ситуація станом на лютий 2011 року).). Більш поширеним є випускний іспит із зарахуванням 100 % оцінки, якщо курс не вимагає лабораторних робіт. Отримання оцінки вище 16/20 вважається дуже хорошою оцінкою, а 19 або 20/20 дуже рідко.
Масштабування значно відрізняється залежно від університету чи коледжу.

#### Боснія і Герцеговина
У Боснії та Герцеговині оцінки від 5 до 1 використовуються в початковій та середній освіті, тоді як оцінки від 10 до 5 використовуються в університетах.

#### Болгарія
У Болгарії в школах використовується шестибальна шкала оцінок, де 6 — є відмінно. Для іспитів і тестів часто використовується п'ятибальне оцінювання з відсотками. Приблизно болгарську систему оцінювання можна прирівняти до американської так: 6=A, 5=B, 4=C, 3=D і 2=F.

#### Хорватія
У Хорватії для учнів початкової школи, середньої школи та студентів університетів застосовується п'ятибальна система оцінювання, де 1 — незадовільна оцінка, а оцінки від 2 до 5 — прохідні.

#### Чехія
У Чехії п'ятибальна шкала оцінювання використовується як у початковій, так і в середній школі:

#### Данія
У Данії освітня система історично використовувала низку різних систем оцінювання успішності учнів. Поточна система оцінювання — 7-трінс-скала (7-ступенева шкала), яка замінила 13-скалу в 2006 році. Нова шкала розроблена таким чином, щоб бути сумісною зі шкалою ECTS.
Syv-trins-skalaen складається з семи різних ступенів, починаючи від 12 до 3, де 12 є найвищим. Ця нова шкала залишається «абсолютною», тобто пропорції не враховуються.

#### Фінляндія
Кілька систем використовуються в різних навчальних закладах Фінляндії . Система «шкільних оцінок» історично була шкалою від 0 до 10, але всі оцінки, нижчі за 4, були об'єднані в оцінку 4 (незадовільно), а 5–10 — це прохідні бали. Старша середня школа має ті самі оцінки за курси та курсові іспити, що й загальноосвітня школа, але оцінки випускного іспиту виставляються латинською мовою. Університети та професійно-технічні заклади використовують шкалу 0–5. Як правило, для складання іспиту необхідно набрати 50 % від максимальної кількості балів.

#### Франція
Академічна оцінка у Франції структурована та сувора, зосереджена на оцінюванні за допомогою письмових іспитів і набору стандартизованих шкал для вимірювання досягнень студентів. У Франції шкільні оцінки зазвичай коливаються від 0 (найгірший) до 20 (найкращий) або, іноді, від 0 (найгірший) до 10 (найкращий). Оцінка нижче середнього (10 з 20 або 5 з 10, залежно від шкали) — це зазвичай невдача. Для рівня французької національної середньої школи оцінка 8–10, як правило, дає право скласти додатковий усний іспит, щоб спробувати підвищити цей середній бал до 10 і скласти його. Оцінка від 10 до 12 є «простою»; між 12 і 14 (рідше 13–14) оцінка «досить добре»; 14–16 називається «добре»; вище 16 — «дуже добре».

#### Німеччина
Німеччина використовує 5- або 6-бальну шкалу оцінювання (GPA) для оцінки академічної успішності від наймолодших до найстарших учнів. Оцінка 1 — «відмінно», а 5 (відповідно 6) — «недостатньо». У випускних класах німецьких гімназій, які готують до навчання в університеті, використовується система балів, де 15 балів є найкращою оцінкою, а 0 балів — найгіршою. Відсоток, що створює оцінку, може відрізнятися від вимог учителя.

#### Греція
У Греції існує чотири системи оцінювання (або шкали) — чотири різні GPA — один для вищої освіти, один для середньої освіти та два для початкової освіти (3-4 класи та 5-6). У 1-му та 2-му класах грецьких початкових шкіл є лише описове оцінювання, без оцінок. У 3 і 4 класах використовуються лише літери (Α–Δ), а в 5 і 6 класах використовуються цифри від 1 до 10. У середній школі розширюється діапазон 20-бальної системи оцінювання. Школа ліцею має 20-бальну систему оцінювання, а вища школа — 10-ти бальну.

#### Угорщина
В Угорщині п'ятибальна шкала використовується з 1950 року на всіх рівнях освіти (початкова школа, середня школа, університет). Оцінка 1 — «недостатньо», Прохідні оцінки: 2 — (достатньо або успішно), 3 — (посередньо або задовільно), 4 — (добре) і 5 — (дуже добре). Загалом найнижчий прохідний бал становить 50 % або 60 %.
Протягом навчального року вчителі можуть використовувати різні модифікатори, особливо в початковій школі. Кома (,) після оцінки має негативний ефект (нижче), а апостроф (') після оцінки має плюсовий ефект (вище); Лінія посередині між двома цілими числами означає середній бал: 3 / 4 еквівалентно 3,5. Іноді додають *, наприклад, 5* використовується для позначення видатної успішності протягом семестру (лише в початковій школі, оскільки в середній школі це вважатиметься дитячим).

#### Ірландія
Для атестата про закінчення школи в Ірландії використовується система балів: H (вищий рівень), O (звичайний рівень) і F (базовий рівень). Кожна оцінка розділена на 10 %. Враховується максимум 6 предметів, з можливих 100 балів з кожного предмету. Студенти, які складають роботу з математики вищого рівня, можуть отримати додаткові 25 балів, отримавши оцінку вище H6. На практиці більшість студентів вивчає 7 або 8 предметів, і зараховуються 6 кращих результатів. Кожен предмет має 2-3 рівні: вищий, звичайний і базовий.
Ірландські університети мають різні системи оцінювання. Наприклад, Університетський коледж Дубліна присуджує літерні оцінки та відповідні значення середнього балу, подібні до системи США, але 1, 2.1, 2.2 тощо для ступенів, тоді як Трініті-коледж Дубліна присуджує всі оцінки як 1, 2.1, 2.2 тощо.

#### Італія
В Італії оцінки в початковій та середній школі можуть варіюватися від 10 (відмінно) до 1 (неможливо оцінити), а проходження становить 6. У ВНЗ для іспитів використовується бальна система, при якій 30 балів є найкращою оцінкою, а 18 — мінімальним прохідним. Це пов'язано з практикою, коли іспити традиційно складали 3 екзаменатори. Кожен повинен був оцінити успішність студента на іспиті за шкалою від 1 до 10, а підсумкова оцінка була сумою трьох оцінок.

#### Нідерланди
У Нідерландах більшість навчальних закладів оцінюють іспити, роботи та дипломні роботи за шкалою від 1 (дуже погано) до 10 (видатно). Шкала, як правило, далі підрозділяється з інтервалами в один знак після коми, хоча також поширене використання половинок (наприклад, 7,5) і чвертей (наприклад, 7+ або 7−, округлених до 0,8 або 0,3). Таким чином, 6,75 можна записати як 7− і вважати 6,8, тоді як 7+ буде 7,25 і вважатиметься 7,3. Оцінки, наведені десятковими дробами, зазвичай округлюються до найближчої повної позначки для остаточної оцінки. На всіх рівнях освіти деякі предмети можуть оцінюватися оцінками «недостатньо» (O або onvoldoende), «зараховано» (V або voldoende) і в деяких випадках «добре» (G або goed). У табелях вони здебільшого відображаються літерами, а не цифрами.

#### Норвегія
У початковій школі (від 6 до 13 років) офіційні оцінки не виставляються. Проте вчителі пишуть індивідуальні коментарі чи аналізи на контрольні роботи та в кінці кожного семестру. Основна середня школа (вік 13–16) і старша середня школа (вік 16–19) використовують шкалу від 1 до 6, де 6 є найвищим, а 2 — найнижчим прохідним балом. Неможливо провалити оцінку в початковій школі, навіть 1 є прохідним. Для нефінальних тестів і проміжних оцінок оцінки часто фіксуються + або − (крім 6+ і 1−). Також часто використовують такі оцінки, як 5/6 або 4/3, що вказують на межі оцінок. Однак оцінки, які студенти отримують у своєму дипломі, є однозначними оцінками 1, 2, 3, 4, 5 або 6. Незважений середній бал студента також надається у атестат.
У вищій освіті, відповідно до системи ECTS, оцінки за бакалаврські та аспірантські іспити виставляються за шкалою оцінок від A (найвищий) до F (найнижчий), з E як мінімальний прохідний бал. Система ECTS була запроваджена в університетах і коледжах Норвегії на початку 2000-х років, і більшість шкіл перейшли на ECTS до 2003 року.
До 2003 року найпоширеніша система оцінок, що використовувалася на університетському рівні, базувалася на шкалі від 1,0 (найвищий) до 6,0 (найнижчий), причому 4,0 був найнижчим прохідним балом. Спосіб запровадження нової Болонської системи передбачає, що студенти, які почали навчання, коли ще діяла стара система, закінчуватимуть з оцінками за обома системами (тобто як цифрами, так і літерами).
Навчальний рік складається з двох семестрів, з серпня по грудень і з січня по червень, хоча трапляються винятки. Курси вимірюються в «studiepoeng» відповідно до стандарту ECTS (кредити Європейської системи перерахування кредитів). Звичайна денна форма навчання присуджує 60 кредитів (studiepoeng/stp) на рік (30 за семестр). Більшість установ використовують блокову систему 7,5, 8, 10, 12, 15 або 20 кредитів.

#### Україна
Після 2002 року система академічного оцінювання в Україні була змінена в порівнянні зі старою радянською системою.
Нова система для середньої та старшої школи передбачає оцінки в межах від 1 до 12 і відповідає 5-бальній системі оцінювання, яка використовувалася раніше, як показано в таблиці нижче. 12, будучи еквівалентом відзнаки / курсу AP «A+» у США, завжди дається лише за значні досягнення або виняткову творчу роботу, отже 11 — це оцінка, яку в Сполучених Штатах називали б A. Найнижчий прохідний бал — 4.